# Stylopoma inchoans
Stylopoma inchoans is een mosdiertjessoort uit de familie van de Schizoporellidae. De wetenschappelijke naam van de soort is voor het eerst geldig gepubliceerd in 2000 door Tilbrook.